# Rembrandts graphische Welt
Die Ausstellung Rembrandts graphische Welt. Experiment. Wettstreit. Virtuosität fand vom 3. Oktober 2019 bis 12. Januar 2020 im Wallraf-Richartz-Museum & Fondation Corboud in Köln statt. Anlass der Ausstellung war der 350. Todestag des niederländischen Malers und Radierers Rembrandt van Rijn am 4. Oktober 2019. In Köln war sie die erste Rembrandt-Ausstellung des Jahres, kurz vor der vom 1. November 2019 bis zum 1. März 2020 gezeigten Ausstellung Inside Rembrandt • 1606–1669.

## Ausstellung
Die Ausstellung umfasste 30 Radierungen Rembrandts, überwiegend aus dem Bestand der mehr als 65.000 Blätter umfassenden Graphischen Sammlung des Wallraf-Richartz-Museum & Fondation Corboud, vermehrt um einige Leihgaben anderer Museen und aus Privatbesitz. Den Schwerpunkt sowohl von Rembrandts grafischem Werk als auch der Ausstellung bildeten Bibelszenen, in denen Personen in den Dialog treten oder in Augenblicken von Prüfung oder Erkenntnis dargestellt werden. Weitere Arbeiten zeigten, wie der Künstler in Selbstporträts das Ich erforschte und in seinen Landschaften der Umgebung von Amsterdam an der Naturnähe arbeitete.
Die Präsentation beinhaltete über Radierungen Rembrandts hinaus einige Drucke seiner Vorgänger und Zeitgenossen wie Albrecht Dürer, Lucas van Leyden und Jacques Callot, die Rembrandt künstlerisch beeinflussten oder mit ihm im Wettbewerb standen. Andere, wie Giovanni Castiglione mit einem Porträt im Stil Rembrandts, Christian Wilhelm Ernst Dietrich mit seiner Großen Krankenheilung nach Rembrandts Hundertguldenblatt und Max Beckmanns Radierung Jakob ringt mit dem Engel, ließen sich von Rembrandt inspirieren oder versuchten, sich an ihm zu messen.

## Werke in der Ausstellung (Auswahl)
| Bild | Titel                                                                  | Künstler                              | Entstehung | Verfahren und Format                                      | Katalog / Werkverzeichnis  | Sammlung, Ort                                             |
| ---- | ---------------------------------------------------------------------- | ------------------------------------- | ---------- | --------------------------------------------------------- | -------------------------- | --------------------------------------------------------- |
|      | Bildnis eines Mannes mit Federbarett (sog. Selbstbildnis)              | Giovanni Castiglione                  | 1645–1650  | Radierung, 19,8 × 14,7 cm (Blatt)                         | Katalog 1 Bartsch C 53     | Wallraf Graphische Sammlung, Köln                         |
|      | Die große Krankenheilung                                               | Christian Wilhelm Ernst Dietrich      | 1763       | Radierung, 30,4 × 43,9 cm                                 | Katalog 2 Linck 21         | Wallraf Graphische Sammlung, Köln                         |
|      | Jakob ringt mit dem Engel                                              | Max Beckmann                          | 1920       | Radierung, 28,8 × 22,2 cm                                 | Katalog 3 Hofmaier 179 B I | Wallraf Graphische Sammlung, Köln                         |
|      | Selbstbildnis mit nach vorn gezogenem Barett                           | Rembrandt                             | um 1630    | Radierung, 4,7 × 4,5 cm (Blatt)                           | Katalog 5 Bartsch 319      | Wallraf Graphische Sammlung, Köln                         |
|      | Selbstporträt mit flacher Kappe und bestickter Kleidung                | Rembrandt                             | um 1642    | Radierung, 9,7 × 6,4 cm                                   | Katalog 6 Bartsch 26       | C. G. Boerner, Düsseldorf                                 |
|      | Selbstbildnis mit Saskia                                               | Rembrandt                             | 1636       | Radierung, 10,7 × 9,9 cm                                  | Katalog 7 Bartsch 19       | Wallraf Graphische Sammlung, Köln                         |
|      | Studienblatt mit sechs Frauenköpfen, darunter Saskia                   | Rembrandt                             | 1636       | Radierung, 14,9 × 12,4 cm                                 | Katalog 8 Bartsch 365      | Wallraf Graphische Sammlung, Köln                         |
|      | Die kleine Löwenjagd (mit einem Löwen)                                 | Rembrandt                             | um 1629    | Radierung, 15,9 × 11,8 cm                                 | Katalog 9 Bartsch 116      | Wallraf Graphische Sammlung, Köln                         |
|      | Löwenjagd mit zwei Reitern                                             | Antonio Tempesta                      | 1598       | Radierung, 21,3 × 30,8 cm (Blatt)                         | Katalog 11 Bartsch T VII   | Wallraf Graphische Sammlung, Köln                         |
|      | Die Bettlerin mit Schale                                               | Jacques Callot                        | 1622       | Radierung, 14,4 × 9,4 cm (Blatt)                          | Katalog 12 Marot 704 II 12 | Wallraf Graphische Sammlung, Köln                         |
|      | Der Bettler mit Holzbein                                               | Jacques Callot                        | 1622       | Radierung, 14,6 × 9,4 cm (Blatt)                          | Katalog 13 Marot 698 II    | Wallraf Graphische Sammlung, Köln                         |
|      | Bettler und Bettlerin in Unterhaltung                                  | Rembrandt                             | 1630       | Radierung, 8,3 × 7,1 cm (Blatt)                           | Katalog 14 Bartsch 164     | Wallraf Graphische Sammlung, Köln                         |
|      | Der Rattengiftverkäufer                                                | Rembrandt                             | 1632       | Radierung, 14,2 × 12,7 cm                                 | Katalog 15 Bartsch 121     | Wallraf Graphische Sammlung, Köln                         |
|      | Der barmherzige Samariter                                              | Rembrandt                             | 1633       | Radierung, Grabstichel, 25,8 × 20,9 cm (Blatt)            | Katalog 16 Bartsch 90      | Wallraf Graphische Sammlung, Köln                         |
|      | Joseph und Potiphars Weib                                              | Rembrandt                             | 1634       | Radierung, 9,7 × 12,1 cm (Blatt)                          | Katalog 18 Bartsch 39      | Wallraf Graphische Sammlung, Köln                         |
|      | Joseph flieht vor Potiphars Weib                                       | Lucas van Leyden                      | 1512       | Kupferstich, 12,4 × 16,2 cm (Blatt)                       | Katalog 19                 | Dauerleihgabe des Kölner Gymnasial- und Stiftungsfonds    |
|      | Adam und Eva                                                           | Rembrandt                             | 1638       | Radierung, 17,5 × 12,3 cm (Blatt)                         | Katalog 22 Bartsch 28      | Wallraf Graphische Sammlung, Köln                         |
|      | Adam und Eva                                                           | Albrecht Dürer                        | 1504       | Kupferstich, 24,9 × 19,4 cm (Blatt)                       | Katalog 23 Bartsch D 1     | Wallraf Graphische Sammlung, Köln                         |
|      | Christus in der Vorhölle                                               | Albrecht Dürer                        | 1512       | Kupferstich, 16,5 × 12,0 cm (Blatt)                       | Katalog 24 Bartsch D 16    | Wallraf Graphische Sammlung, Köln                         |
|      | Marientod                                                              | Rembrandt                             | 1639       | Radierung, Kaltnadel, 39,2 × 31,2 cm (Blatt)              | Katalog 25 Bartsch 99      | Wallraf Graphische Sammlung, Köln                         |
|      | Der Tod Mariens                                                        | Albrecht Dürer                        | 1510       | Holzschnitt, 30,8 × 22,3 cm (Blatt)                       | Katalog 26 Bartsch D 93    | Wallraf Graphische Sammlung, Köln                         |
|      | Muttergottes in den Wolken                                             | Rembrandt                             | 1641       | Radierung, Kaltnadel, 16,8 × 10,9 cm (Blatt)              | Katalog 27 Bartsch 61      | Wallraf Graphische Sammlung, Köln                         |
|      | Die Heilige Familie                                                    | Rembrandt                             | um 1632    | Radierung, 9,6 × 7,0 cm (Blatt)                           | Katalog 29 Bartsch 62      | Wallraf Graphische Sammlung, Köln                         |
|      | Buchillustration zu Der Zee-vaert lof von Elias Herckmans              | Rembrandt                             | 1634       | Radierung                                                 | Katalog -                  | Wallraf Graphische Sammlung, Köln                         |
|      | Die Marmor-Kegelschnecke                                               | Rembrandt                             | 1650       | Radierung, Kaltnadel, Grabstichel, 8,9 × 12,6 cm (Blatt)  | Katalog 31 Bartsch 159     | Privatsammlung, Köln                                      |
|      | Ansicht von Amsterdam, vom Kadijk gesehen                              | Rembrandt                             | vor 1642   | Radierung, 11,3 × 15,1 cm                                 | Katalog - Bartsch 210      | Wallraf Graphische Sammlung, Köln                         |
|      | Die Landschaft mit dem Zeichner                                        | Rembrandt                             | um 1641    | Radierung, 13,7 × 21,4 cm (Blatt)                         | Katalog 32 Bartsch 219     | Wallraf Graphische Sammlung, Köln                         |
|      | Landschaft mit Bäumen, Bauernhäusern und einem Turm                    | Rembrandt                             | um 1651    | Radierung, Kaltnadel, 12,5 × 32,1 cm (Blatt)              | Katalog 33 Bartsch 223     | Wallraf Graphische Sammlung, Köln                         |
|      | Die drei Bäume                                                         | Rembrandt                             | 1643       | Radierung, Grabstichel, Kaltnadel, 22,0 × 29,2 cm (Blatt) | Katalog 34 Bartsch 212     | Wallraf Graphische Sammlung, Köln                         |
|      | Stehender Bauer, der ruft „Tis vinnich kout“ („Es ist furchtbar kalt“) | Rembrandt                             | 1634       | Radierung, 11,7 × 4,3 cm (Blatt)                          | Katalog 35 Bartsch 177     | Wallraf Graphische Sammlung, Köln                         |
|      | Stehender Bauer, der antwortet „Dats niet“ („Überhaupt nicht“)         | Rembrandt                             | 1634       | Radierung, 11,7 × 4,5 cm (Blatt)                          | Katalog 36 Bartsch 178     | Wallraf Graphische Sammlung, Köln                         |
|      | Das Hundertguldenblatt (dritter Zustand, nachgearbeitet)               | Rembrandt und Captain William Baillie | 1775       | Radierung, Kaltnadel, Grabstichel, 31,1 × 42,7 cm (Blatt) | Katalog 37 Bartsch 74      | Dauerleihgabe der Heinrich und Anny Nolte Stiftung, Essen |
|      | Christus predigend (gen. La petite tombe)                              | Rembrandt                             | um 1652    | Radierung, Kaltnadel, 16,1 × 21,4 cm (Blatt)              | Katalog 38 Bartsch 67      | Wallraf Graphische Sammlung, Köln                         |
|      | Abrahams Opfer, verhindert durch den Engel                             | Rembrandt                             | 1655       | Radierung, Kaltnadel, 15,6 × 13,2 cm (Blatt)              | Katalog 39 Bartsch 35      | Wallraf Graphische Sammlung, Köln                         |
|      | Abraham und Isaak im Gespräch                                          | Rembrandt                             | 1645       | Radierung, 15,4 × 12,7 cm (Blatt)                         | Katalog 40 Bartsch 34      | Wallraf Graphische Sammlung, Köln                         |
|      | Der Triumph des Mordechai                                              | Rembrandt                             | um 1641    | Radierung, Kaltnadel, 17,5 × 21,5 cm                      | Katalog - Bartsch 40       | Wallraf Graphische Sammlung, Köln                         |
|      | Abraham, die Engel bewirtend                                           | Rembrandt                             | 1656       | Radierung, Kaltnadel, 16,5 × 13,6 cm (Blatt)              | Katalog 41 Bartsch 29      | Wallraf Graphische Sammlung, Köln                         |
|      | Christus in Emmaus                                                     | Rembrandt                             | 1654       | Radierung, Kaltnadel, 21,7 × 16,6 cm (Blatt)              | Katalog 42 Bartsch 87      | Dauerleihgabe der Heinrich und Anny Nolte Stiftung, Essen |
|      | Die drei Kreuze                                                        | Rembrandt                             | 1653       | Kaltnadel, Grabstichel, 38,8 × 45,1 cm (Blatt)            | Katalog 43 Bartsch 78      | Wallraf Graphische Sammlung, Köln                         |

Die Abbildungen sind Exemplare aus anderen Sammlungen als in der Ausstellung gezeigt, möglicherweise auch andere Druckzustände. Die angegebenen Werktitel und Maße sind dem Ausstellungskatalog entnommen, offensichtlich falsche Angaben wurden nach dem Online-Katalog des Rijksmuseum Amsterdam korrigiert.

### Katalog
- Anne Buschhoff und Marcus Dekiert (Hrsg.): Experiment, Wettstreit, Virtuosität. Wallraf-Richartz-Museum & Fondation Corboud, Köln 2019, ISBN 978-3-9819709-3-7.

### Werkverzeichnisses
- Adam von Bartsch: Catalogue raisonné de toutes les estampes qui forment l'oeuvre de Rembrandt, et ceux de ses principaux imitateurs. A. Blumauer, Wien 1797, Digitalisat (Radierungen Rembrandts, zitiert als „Bartsch“).
- Adam Bartsch: Le peintre graveur. Septième volume. J. V. Degen, Wien 1808, Digitalisat (Dürer, zitiert als „Bartsch D“).
- Adam Bartsch: Le peintre graveur. Dix-septième volume. Pierre Mechetti, Wien 1818, S. 163ff, Digitalisat, UB Heidelberg (Tempesta, zitiert als „Bartsch T“).
- Adam Bartsch: Le peintre graveur. Vingt-unième et dernier volume. Pierre Mechetti, Wien 1821, Digitalisat (Castiglione, zitiert als „Bartsch C“).
- James Hofmaier: Max Beckmann. Catalogue raisonné of his Prints. 2 Bände, Bern 1990, ISBN 3-85773-024-2 (Beckmann, zitiert als „Hofmaier“).
- J. F. Linck: Monographie der von dem ... Hofmaler und Professor ... C. W. E. Dietrich radirten, geschabten und in Holz geschnittenen malerischen Vorstellungen. Nebst einem Abrisse der Lebensgeschichte des Künstlers. Selbstverlag, Berlin 1846, Digitalisat (Dietrich, zitiert als „Linck“).
- Pierre Marot: Peintres et graveurs lorrains du XVIIe siècle: Jacques Callot. In: Le pays lorrain, Nr. 3, 1953 (Callot, zitiert als „Marot“).